# Marolles-les-Buis
Marolles-les-Buis település Franciaországban, Eure-et-Loir megyében. Lakosainak száma 207 fő (2022. január 1.). Marolles-les-Buis Arcisses, Saintigny és Sablons-sur-Huisne községekkel határos.

## Népesség
A település népességének változása:
| Lakosok száma | 240  | 227  | 227  | 263  | 234  | 220  | 212  | 207  | 207  | 207  |
|               | 1968 | 1982 | 1990 | 2006 | 2013 | 2015 | 2017 | 2019 | 2020 | 2022 |